# David Fizdale
David Fizdale (nascido em 16 de junho de 1974) é um americano treinador de basquete profissional, atualmente é um assistente técnico do principal do Phoenix Suns da National Basketball Association (NBA). Anteriormente, ele serviu como treinador principal do Memphis Grizzlies e foi assistente técnico do Atlanta Hawks, do Golden State Warriors e do Miami Heat .

## Carreira
Nascido em Los Angeles, Fizdale estudou na Fremont High School, em Los Angeles, onde atuou como armador do time de basquete da escola. Ele posteriormente cursou a faculdade na Universidade de San Diego, onde se formou com bacharelado em comunicação e sociologia.
Entre 2003 e 2016, Fizdale foi assistente técnico do Golden State Warriors, Atlanta Hawks e Miami Heat. Durante seu tempo no Heat, Fizdale treinou o "Team Shaq", um time selecionado por Shaquille O'Neal, no Desafio das Estrelas em Ascensão de 2013 durante o Fim de Semana All-Star da NBA. Sua equipe foi derrotada por 163-135, pelo "Team Chuck" de Charles Barkley, treinada pelo então técnico assistente do San Antonio Spurs, Mike Budenholzer . Após a remodelação da equipe técnica do Heat, Fizdale tornou-se um treinador assistente depois que Ron Rothstein decidiu se aposentar e Bob McAdoo foi designado para a equipe de olheiros.
Em 29 de maio de 2016, Fizdale foi nomeado como treinador principal do Memphis Grizzlies. Ele levou os Grizzlies a um recorde de 43-39 na temporada de 2016-17, chegando aos playoffs da Conferência Oeste. Depois de um início de 7-12 na temporada de 2017-18, incluindo oito derrotas consecutivas, Fizdale foi demitido da equipe em 27 de novembro de 2017.
Em 7 de maio de 2018, ele foi nomeado como treinador principal do New York Knicks, assinando um contrato de quatro anos com a organização.

## Recorde
|           |          |     |    |     |       |                            | Playoffs | Playoffs | Playoffs | Playoffs | Playoffs                        |
| Equipe    | Ano      | J   | V  | D   | %     | Classificação              | J        | V        | D        | %        | Resultado                       |
| --------- | -------- | --- | -- | --- | ----- | -------------------------- | -------- | -------- | -------- | -------- | ------------------------------- |
| Memphis   | 2016–17  | 82  | 43 | 39  | , 524 | 3º na Divisão Sudoeste     | 6        | 2        | 4        | .333     | Eliminado na primeira rodada    |
| Memphis   | 2017–18  | 19  | 7  | 12  | 0,368 | (Despedido)                | -        | -        | -        | -        | -                               |
| Nova York | 2018-19  | 82  | 17 | 65  | .207  | 5º no Divisão do Atlântico | -        | -        | -        | -        | Não se classificou aos playoffs |
| Carreira  | Carreira | 183 | 67 | 116 | 376   |                            | 6        | 2        | 4        | .333     |                                 |